# Skhirate-Témara
Skhirate-Témara (arabiska: عمالة الصخيرات تمارة, franska: Préfecture de Skhirate-Témara) är en prefektur i Marocko.   Den ligger i regionen Rabat-Salé-Kénitra, omedelbart söder om huvudstaden Rabat. Antalet invånare är 391 866.